# 무주 향산사 소장 불서
무주 향산사 소장 불서(茂朱 香山寺 所藏 佛書)는 대한민국 전북특별자치도 무주군 향산사에 있는 불경이다. 2005년 6월 3일 전라북도의 유형문화재 제203호로 지정되었다.

## 개요
조선시대 임진왜란 전·후 시기에 간행된 불교의식에 관한 불서로 《상교정본자비도량참법》은 1474년에 궁실의 수명장수와 극락왕생을 기원할 목적으로 간행된 불서이며, 《운수단》2종과 《천지명양수륙재의찬요》 보문사판은 희귀본으로 인정된다.

## 같이 보기
- 향산사

## 참고 자료
- 향산사소장불서 - 국가유산청 국가유산포털